# Statue de Freddie Mercury
La statue de Freddie Mercury est une sculpture en bronze située à Montreux, dans le canton de Vaud, en Suisse au bord du lac Léman. Elle rend hommage à l'auteur-compositeur-interprète et musicien britannique du groupe Queen Freddie Mercury (1946-1991). Elle fut sculptée par la sculpteuse tchèque Irena Sedlecká.
Renommée pour son Festival de Jazz, la ville de Montreux a dédié un emplacement spectaculaire au bord du lac pour y placer une majestueuse statue destinée à perpétuer la mémoire de Freddie Mercury.

## Descriptif

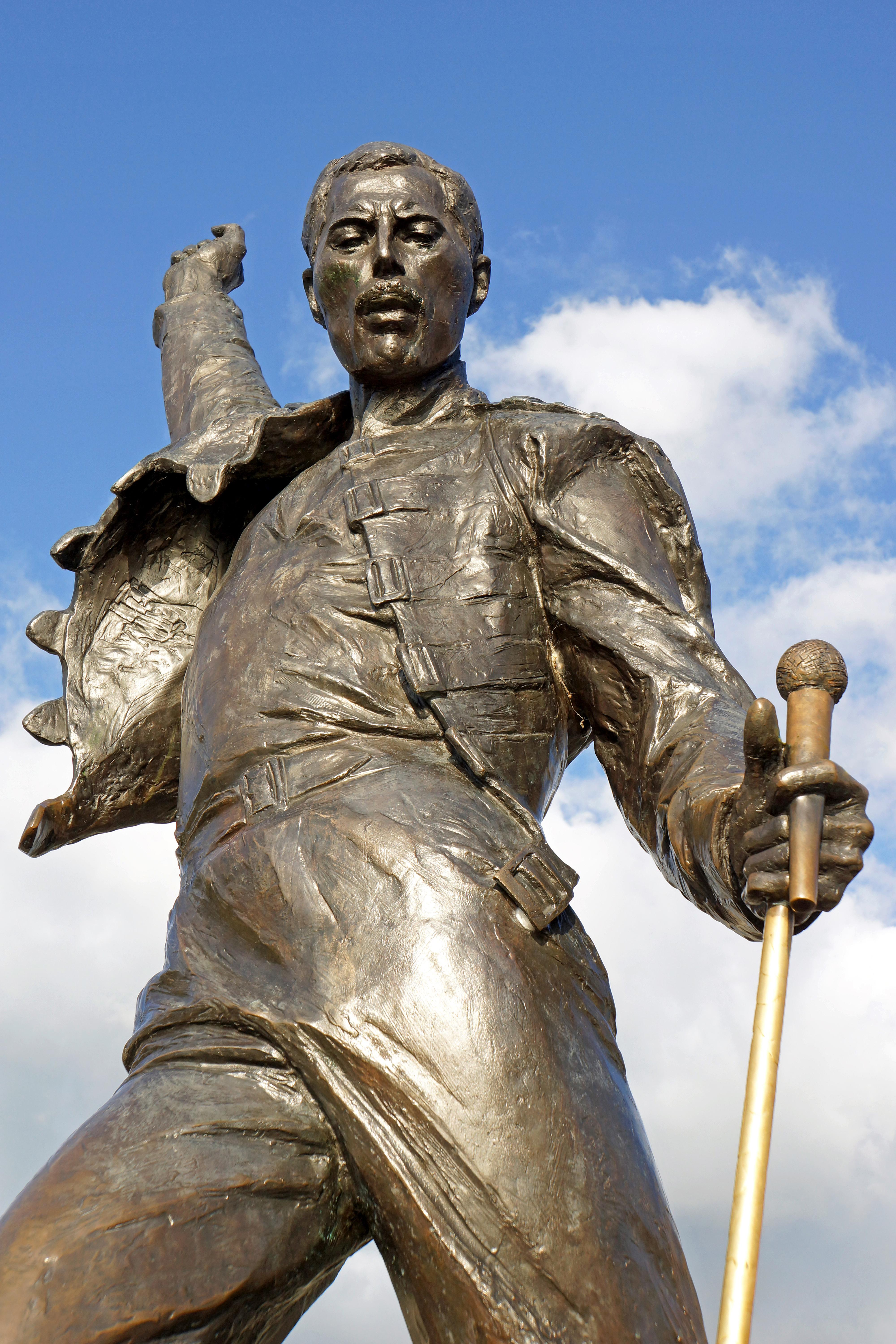
La statue de Mercury en contre-plongée.

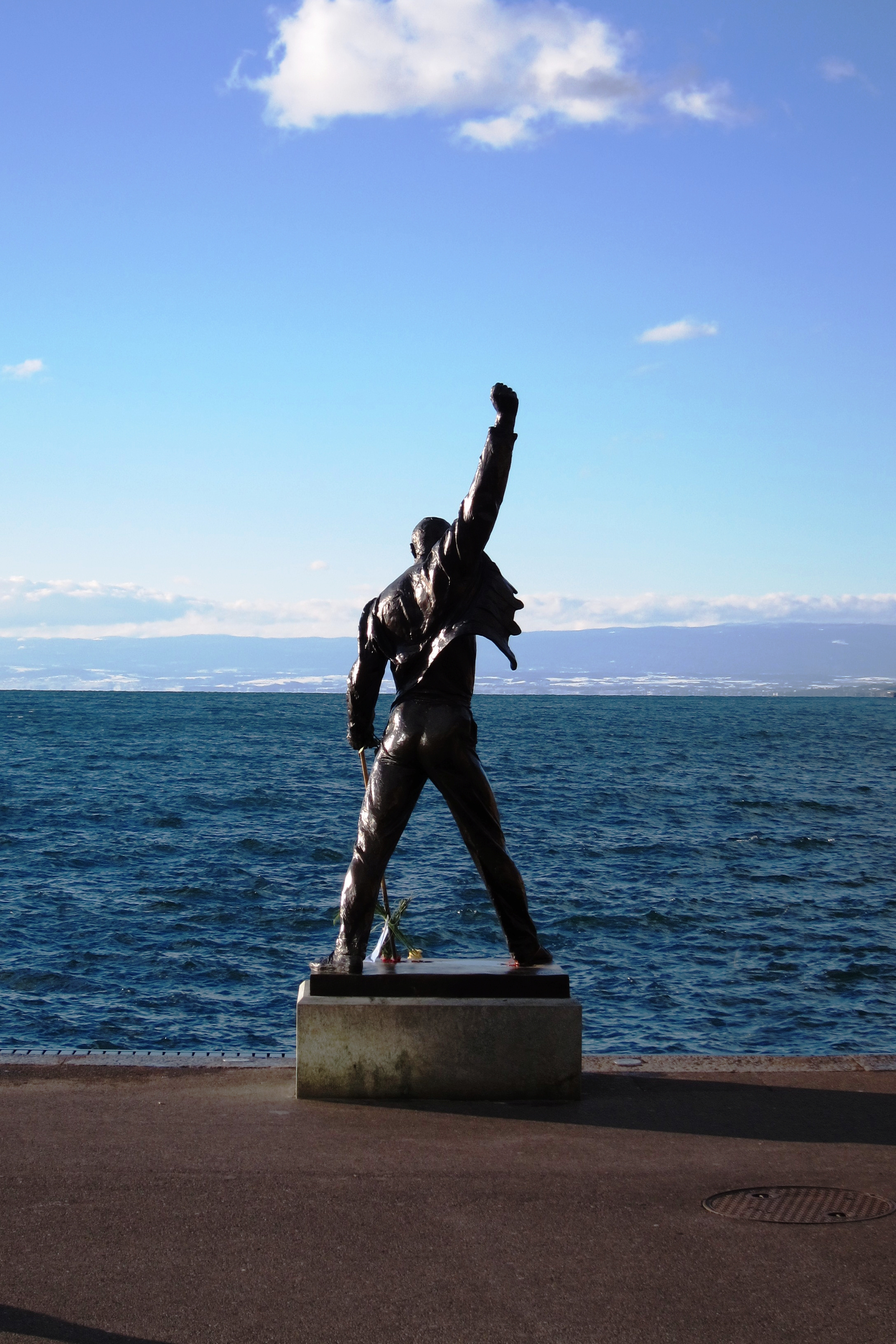
La statue avec le lac Léman en arrière-plan.

De trois mètres de haut, la statue représente Freddie Mercury tel qu'il était vêtu en ouverture du concert de Wembley en 1986.

## Inauguration 1996
La statue fut inaugurée le 25 novembre 1996 en présence des deux parents du défunt chanteur, M. et Mme Bulsara ainsi que de sa sœur Kashmira et de son mari. Peter Freestone, ancien assistant personnel de Freddie Mercury, Roger Cook, Claude Nobs (fondateur du Montreux Jazz Festival), Brian May et Roger Taylor étaient également présents.

## Localisation
La statue est située au bout de la place du Marché, sur le quai de la Rouvenaz, au bord du lac Léman.